# Ахмадуллин, Ахмедхуз Ахмадуллович
Ахмедхуз (Ахматхужа) Ахмадуллович Ахмадуллин (1905, Новый Актанышбаш, Краснокамский район — февраль 1943, Ворошиловградская область) — советский политический деятель, депутат Верховного Совета СССР 1-го созыва (1938—1946).

## Биография
Родился в деревне Новый Актанышбаш, Бирского уезда, Уфимской губернии в 1905 году, пропал без вести во время рейда по тылам противника в феврале 1943 года.  Проходил срочную службу в Туркестане, воевал с басмачами. До войны зачинатель, а впоследствии председатель колхоза «Буляк» в деревне Урал, Ново-Нагаевского сельсовета, Краснокамского района Башкирской АССР, человек известный не только в районе, но и во всей Башкирии. В годы Великой Отечественной войны служил в пулемётном эскадроне 294‑го кавалерийского полка  112 Башкирской кавалерийской дивизии , Знаменосец дивизии во время зимнего рейда 1943 года. Кавалер Ордена Красного Знамени (до войны).

### Политическая деятельность
Был избран депутатом Верховного Совета СССР 1-го созыва от Башкирской АССР в Совет Союза в результате выборов 12 декабря 1937 года.